# Momoko Kobori
Momoko Kobori (小堀 桃子?, Kobori Momoko; Saitama, 22 agosto 1998) è una tennista giapponese.

## Carriera
Momoko Kobori ha vinto 3 titoli in singolare e 25 titoli in doppio nel circuito ITF in carriera. Il 22 aprile 2019 ha raggiunto il best ranking in singolare raggiungendo la 226ª posizione mondiale, mentre il 28 luglio 2025 ha raggiunto la 130ª posizione in doppio.
Ha fatto il suo debutto nel circuito maggiore all'Hashimoto Sogyo Japan Women's Open 2017, grazie ad una wildcard per il doppio, dove insieme alla connazionale Erina Hayashi sono state sconfitte al primo turno dalla coppia australiana e future finaliste del torneo Monique Adamczak e Storm Sanders racimolando appena due giochi.
Il 26 luglio 2025, Kobori ha raggiunto la prima finale WTA 125 della carriera in doppio agli Internazionali Femminili di Palermo, dove in coppia con la connazionale e compagna storica di doppio Ayano Shimizu vengono sconfitte dalle numero 3 del seeding la francese Estelle Cascino e la cinese Feng Shuo con il punteggio di 2-6, 7-6(2), [7-10].

## Circuito WTA 125

### Doppio

#### Sconfitte (1)
| N. | Data           | Torneo                       | Superficie  | Compagna      | Avversarie in finale      | Punteggio           |
| 1. | 26 luglio 2025 | Palermo Ladies Open, Palermo | Terra rossa | Ayano Shimizu | Estelle Cascino Feng Shuo | 2-6, 7-6(2), [7-10] |

## Statistiche ITF

### Singolare

#### Vittorie (3)
| Torneo $100.000 (0) |
| Torneo $80.000 (0)  |
| Torneo $75.000 (0)  |
| Torneo $60.000 (0)  |
| Torneo $50.000 (0)  |
| Torneo $40.000 (0)  |
| Torneo $25.000 (3)  |
| Torneo $15.000 (0)  |
| Torneo $10.000 (0)  |

| N. | Data              | Torneo                          | Superficie  | Avversaria in finale | Punteggio   |
| 1. | 27 maggio 2018    | Karyizawa Yonex Open, Karuizawa | Sintetico   | Miyabi Inoue         | 6-0, 6-2    |
| 2. | 14 ottobre 2018   | Gosen Cup, Makinohara           | Sintetico   | Junri Namigata       | 6-2, 6-3    |
| 3. | 22 settembre 2024 | GS Yuasa Open, Kyoto            | Cemento (i) | Tiphanie Lemaître    | 7-6(1), 6-2 |

#### Sconfitte (5)
| Torneo $100.000 (0) |
| Torneo $80.000 (0)  |
| Torneo $75.000 (0)  |
| Torneo $60.000 (0)  |
| Torneo $50.000 (0)  |
| Torneo $40.000 (0)  |
| Torneo $25.000 (4)  |
| Torneo $15.000 (1)  |
| Torneo $10.000 (0)  |

| N. | Data            | Torneo                                               | Superficie | Avversaria in finale | Punteggio     |
| 1. | 15 ottobre 2017 | Gosen Cup, Makinohara                                | Sintetico  | Ayano Shimizu        | 3-6, 3-6      |
| 2. | 26 maggio 2019  | Karuizawa Yonex Open, Karuizawa                      | Sintetico  | Jovana Jakšić        | 1-6, 6-4, 5-7 |
| 3. | 14 marzo 2021   | Jolie Ville Golf Women's, Sharm el-Sheikh            | Cemento    | Yuriko Miyazaki      | 2–6, 6–4, 3–6 |
| 4. | 2 ottobre 2022  | Noto Wakura International Women's Open Tennis, Nanao | Sintetico  | Haruka Kaji          | 6-3, 3-6, 3-6 |
| 5. | 29 giugno 2025  | Formosa Cup, Taipei                                  | Cemento    | Janice Tjen          | 6-4, 1-6, 2-6 |

### Doppio

#### Vittorie (25)
| Torneo $100.000 (2) |
| Torneo $80.000 (0)  |
| Torneo $75.000 (0)  |
| Torneo $60.000 (1)  |
| Torneo $50.000 (0)  |
| Torneo $40.000 (5)  |
| Torneo $25.000 (13) |
| Torneo $15.000 (4)  |
| Torneo $10.000 (0)  |

| N.  | Data              | Torneo                                                            | Superficie  | Compagna          | Avversarie in finale                   | Punteggio           |
| 1.  | 26 marzo 2017     | Asia University International Open Tennis, Distretto di Nishitama | Cemento     | Kotomi Takahata   | Shiho Akita Erika Sema                 | 6-1, 6-2            |
| 2.  | 25 giugno 2017    | Open GDF SUEZ Montpellier, Montpellier                            | Terra rossa | Ayano Shimizu     | Laura Pigossi Victoria Rodríguez       | 6-3, 4-6, [10-7]    |
| 3.  | 9 luglio 2017     | Open GDF SUEZ de la Porte du Hainaut, Denain                      | Terra rossa | Ayano Shimizu     | Mathilde Armitano Elixane Lechemia     | 6-4, 6-3            |
| 4.  | 8 ottobre 2017    | Toowoomba Tennis International, Toowoomba                         | Cemento     | Ayano Shimizu     | Naiktha Bains Abigail Tere-Apisah      | 7-5, 7-5            |
| 5.  | 27 maggio 2018    | Karyizawa Yonex Open, Karuizawa                                   | Sintetico   | Ayano Shimizu     | Chisa Hosonuma Kanako Morisaki         | 6-0, 6-3            |
| 6.  | 8 luglio 2018     | Open GDF SUEZ de la Porte du Hainaut, Denain                      | Terra rossa | Ayano Shimizu     | Quirine Lemoine Eva Wacanno            | 0-6, 7-5, [10-7]    |
| 7.  | 13 marzo 2021     | Jolie Ville Golf Women's, Sharm el-Sheikh                         | Cemento     | Ayano Shimizu     | Barbora Matusová Anastasija Zolotarëva | 6-1, 6-2            |
| 8.  | 20 marzo 2021     | Jolie Ville Golf Women's, Sharm el-Sheikh                         | Cemento     | Ayano Shimizu     | Alicia Barnett Yuriko Lily Miyazaki    | 6-4, 6-1            |
| 9.  | 10 luglio 2021    | Open São Domingos, Lisbona                                        | Cemento     | Han Na-lae        | Ingrid Gamarra Martins Ma Shuyue       | 6-3, 6-1            |
| 10. | 18 settembre 2021 | Portugal Ladies Open, Caldas da Rainha                            | Cemento     | Hiroko Kuwata     | Alicia Barnett Olivia Nicholls         | 7-6(5), 7-6(2)      |
| 11. | 4 giugno 2022     | Thailand ITF Women's Tennis Tour, Chiang Rai                      | Cemento     | Luksika Kumkhum   | Misaki Matsuda Naho Sato               | 6-3, 6-3            |
| 12. | 16 luglio 2022    | Nur-Sultan International Tournament, Nur-Sultan                   | Cemento     | Ankita Raina      | Choi Ji-hee Han Na-lae                 | 6-2, 3-6, [10-8]    |
| 13. | 17 settembre 2022 | Darwin Tennis International, Darwin                               | Cemento     | Luksika Kumkhum   | Yui Chikaraishi Nanari Katsumi         | 6-2, 7-6(3)         |
| 14. | 9 ottobre 2022    | Gosen Cup Swingbeach International Ladies Open, Makinohara        | Sintetico   | Mayuka Aikawa     | Mana Ayukawa Riko Sawayanagi           | 6-4, 5-7, [10-7]    |
| 15. | 27 maggio 2023    | Karuizawa Yonex Open, Karuizawa                                   | Erba        | Ayano Shimizu     | Talia Gibson Akari Inoue               | 3-6, 7-6(6), [10-5] |
| 16. | 26 agosto 2023    | Hong Kong Women's, Hong Kong                                      | Cemento     | Ayano Shimizu     | Aoi Ito Erika Sema                     | 3–6, 6–3, [11–9]    |
| 17. | 24 agosto 2024    | ITF World Tennis Tour Presented by SAT, Nakhon Si Thammarat       | Cemento     | Natsumi Kawaguchi | Honoka Kobayashi Yukina Saigo          | 6–3, 6-4            |
| 18. | 24 novembre 2024  | Takasaki International Open, Takasaki                             | Cemento     | Ayano Shimizu     | Liang En-shuo Tsao Chia-yi             | 4-6, 6-4, [10-3]    |
| 19. | 30 novembre 2024  | Keio Challenger, Yokohama                                         | Cemento     | Ayano Shimizu     | Cho I-hsuan Cho Yi-tsen                | 6-4, 7-6(2)         |
| 20. | 22 marzo 2025     | Kōfu International Open, Kōfu                                     | Cemento     | Ayano Shimizu     | Akiko Ōmae Eri Shimizu                 | 6-1, 6-4            |
| 21. | 12 aprile 2025    | Fujiyakuhin SEIMS Women's Cup, Osaka                              | Cemento     | Ayano Shimizu     | Ku Yeon-woo Janice Tjen                | 6-4, 7-5            |
| 22. | 4 maggio 2025     | Kangaroo Cup, Gifu                                                | Cemento     | Ayano Shimizu     | Emina Bektas Lily Miyazaki             | 6-1, 6-2            |
| 23. | 10 maggio 2025    | Fukuoka International Women's Cup, Fukuoka                        | Sintetico   | Ayano Shimizu     | Miho Kuramochi Akiko Ōmae              | 4-6, 6-2, [10-8]    |
| 24. | 17 maggio 2025    | Kurume U.S.E Cup International Women's Tennis, Kurume             | Sintetico   | Ayano Shimizu     | Ma Yexin Wang Meiling                  | 6-1, 5-7, [10-5]    |
| 25. | 8 agosto 2025     | Ciudad de Ourense, Ourense                                        | Cemento     | Ayano Shimizu     | María Martínez Vaquero Alba Rey García | 6-4, 6-1            |

#### Sconfitte (24)
| Torneo $100.000 (1) |
| Torneo $80.000 (0)  |
| Torneo $75.000 (0)  |
| Torneo $60.000 (4)  |
| Torneo $50.000 (0)  |
| Torneo $40.000 (2)  |
| Torneo $25.000 (16) |
| Torneo $15.000 (0)  |
| Torneo $10.000 (1)  |

| N.  | Data              | Torneo                                                              | Superficie  | Compagna          | Avversarie in finale                 | Punteggio              |
| 1.  | 26 marzo 2016     | Asia Univ International Women's Open Tennis, Distretto di Nishitama | Cemento     | Chihiro Muramatsu | Robu Kajitani Mihoki Miyahara        | 6–4, 2–6, [6–10]       |
| 2.  | 10 giugno 2017    | Hashimoto Sogyo Tokyo Ariake International Open, Tokyo              | Cemento     | Kotomi Takahata   | Rika Fujiwara Kyōka Okamura          | 2-6, 0-6               |
| 3.  | 2 febbraio 2018   | McDonald's Burnie International, Burnie                             | Cemento     | Chihiro Muramatsu | Vania King Laura Robson              | 6(3)-7, 1-6            |
| 4.  | 10 marzo 2018     | Yokohama International Tennis Open, Yokohama                        | Cemento     | Chihiro Muramatsu | Laura Robson Fanny Stollár           | 7-5, 1-6, [4-10]       |
| 5.  | 31 marzo 2018     | Kōfu International Open Tennis, Kōfu                                | Cemento     | Erina Hayashi     | Xinyu Gao Luksika Kumkhum            | 0-6, 6-2, [4-10]       |
| 6.  | 1º settembre 2018 | Noto Wakura International Women's Open, Nanao                       | Sintetico   | Ayano Shimizu     | Meguni Nishimoto Kanako Morisaki     | 2-6, 3-6               |
| 7.  | 21 ottobre 2018   | Hamanako Tokyu Cup, Hamamatsu                                       | Sintetico   | Ayano Shimizu     | Erina Hayashi Miharu Imanishi        | 5-7, 4-6               |
| 8.  | 25 maggio 2019    | Karuizawa Yonex Open, Karuizawa                                     | Sintetico   | Erina Hayashi     | Naomi Broady Ayaka Okuno             | 3-6, 6-2, [7-10]       |
| 9.  | 1º giugno 2019    | Prudential Women’s Tournament, Hong Kong                            | Cemento     | Erina Hayashi     | Junri Namigata Abigail Tere-Apisah   | 3–6, 6–2, [6–10]       |
| 10. | 13 luglio 2019    | Saskatoon Women's, Saskatoon                                        | Cemento     | Haruka Kaji       | Hsu Chieh-yu Marcela Zacarías        | 3-6, 2-6               |
| 11. | 12 ottobre 2019   | Gosen Cup, Makinohara                                               | Sintetico   | Erina Hayashi     | Eudice Chong Aldila Sutjiadi         | 7-6(5), 6(5)-7, [4-10] |
| 12. | 11 gennaio 2020   | Sunrise Aluminium Women's Circuit, Hong Kong                        | Cemento     | Mei Yamaguchi     | Mana Ayukawa Eudice Chong            | 4-6, 3-6               |
| 13. | 16 aprile 2022    | ITF Women's Asia/Oceania, Chiang Rai                                | Cemento     | Luksika Kumkhum   | Gozal' Aınıtdınova Marija Timofeeva  | 6-2, 5-7, [4-10]       |
| 14. | 25 giugno 2022    | The Tennis Project, Gurgaon                                         | Cemento     | Misaki Matsuda    | Saki Imamura Priska Madelyn Nugroho  | 4-6, 5-7               |
| 15. | 2 luglio 2022     | The Tennis Project, Gurgaon                                         | Cemento     | Misaki Matsuda    | Priska Madelyn Nugroho Ankita Raina  | 6-3, 0-6, [6-10]       |
| 16. | 23 luglio 2022    | President's Cup, Nur-Sultan                                         | Cemento     | Moyuka Uchijima   | Marija Tkačeva Anastasija Zolotarëva | 6-4, 1-6, [6-10]       |
| 17. | 25 dicembre 2022  | All Japan Indoor Tennis Championships, Kyoto                        | Cemento (i) | Luksika Kumkhum   | Liang En-shuo Wu Fang-hsien          | 6-2, 6(5)-7, [2-10]    |
| 18. | 1º luglio 2023    | ITF WTT Women's Hong Kong, Hong Kong                                | Cemento     | Ayano Shimizu     | Aoi Ito Erika Sema                   | 7-5, 3-6, [4-10]       |
| 19. | 18 novembre 2023  | Takasaki Open, Takasaki                                             | Cemento     | Ayano Shimizu     | Guo Hanyu Jiang Xinyu                | 6(5)-7, 7-5, [5-10]    |
| 20. | 18 maggio 2024    | Kurume U.S.E Cup, Kurume                                            | Sintetico   | Ayano Shimizu     | Madeleine Brooks Sarah Beth Grey     | 4-6, 0-6               |
| 21. | 31 agosto 2024    | ITF World Tennis Tour Presented by SAT, Nakhon Si Thammarat         | Cemento     | Natsumi Kawaguchi | Kanako Morisaki Hikaru Sato          | 2-6, 3-6               |
| 22. | 28 settembre 2024 | Notowakura International Women's Open Tennis, Nanao                 | Sintetico   | Ayano Shimizu     | Aoi Ito Naho Sato                    | 1-6, 3-6               |
| 23. | 9 novembre 2024   | Hamamatsu Women's Open, Hamamatsu                                   | Sintetico   | Ayano Shimizu     | Hiromi Abe Akiko Ōmae                | 0-6, 0-6               |
| 24. | 15 marzo 2025     | Shimadzu All Japan Indoor Tennis Championships, Kyoto               | Cemento (i) | Ayano Shimizu     | Saki Imamura Park So-hyun            | 5-7, 4-6               |